# Empresa 60 Aniversario de la Revolución de Octubre en Holguín
La Empresa 60.º Aniversario de la Revolución de Octubre, también conocida como Fábrica de Combinadas Cañeras “60 Aniversario de la Revolución de Octubre”, es una planta industrial ubicada en la ciudad de Holguín, Cuba. Fundada en 1977, fue la primera fábrica de su tipo en América Latina, diseñada para producir cosechadoras de caña de azúcar autopropulsadas y sus componentes. Su construcción, impulsada por el Estado cubano y con la colaboración de la extinta Unión Soviética, representó una inversión de 47 millones de pesos, una cifra considerable para la época.

## Ubicación
La empresa está situada al sur de la ciudad de Holguín, en la carretera hacia San Germán, aproximadamente en el kilómetro 3½, lo que facilita su acceso desde la urbe y su inserción en la dinámica económica local. 

## Historia
La fábrica fue inaugurada en 1977 con la presencia de Fidel Castro, quien simbolizó su lanzamiento al subir a una de las primeras combinadas KTP-1, destacando que cada máquina podía reemplazar el trabajo de cincuenta macheteros, liberando a miles de obreros para otras actividades.
Durante la primera década de producción se logró un incremento constante en el volumen de fabricación:
- 1979: 300 combinadas.[6]
- 1980: 501 combinadas.[2]
- 1981: 601 combinadas.[7][2]
- 1982: 602 combinadas,[8] el valor de producción ascendió a 23 millones de pesos; la plantilla laboral superó los 2 800 trabajadores.
- 1983: 601 combinadas.[9]
- 1984: 631 combinadas.[10]
- 1985: 606 combinadas.[11]
- 1986: 613 combinadas.[12]
- 1987: 620 combinadas[13]
- 1988: 642 combinadas.[14]
- 1989: 621 combinadas.[15]

Estos logros alejados del machete indicaron un avance significativo en la mecanización agrícola. Hasta 2017, la fábrica había producido más de 10 303 combinadas de diferentes modelos y modificado o reparado otras 7 785, incluyendo máquinas KTP-2 elevadas al nivel KTP-2M.

## Características e infraestructura

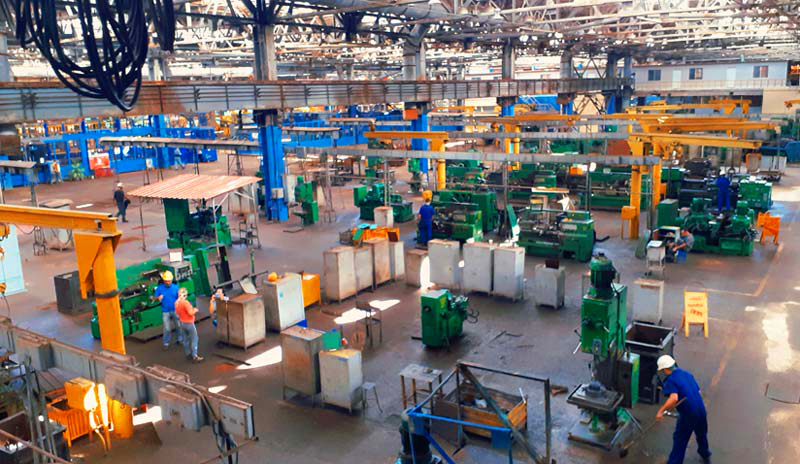
Interior de la fábrica.

Originalmente orientada a la fabricación de cosechadoras y repuestos, la empresa ha evolucionado hacia una amplia diversificación productiva. Actualmente cuenta con seis talleres fundamentales:
- Maquinado
- Corte y conformado
- Soldadura
- Pintura
- Ensamblado
- Mantenimiento

Además, dispone de un edificio socio-administrativo.
Produce no solo combinadas para cosecha mecanizada, sino también implementos agrícolas, carros de tracción animal, agregados mecánicos, conjuntos estructurales, piezas de repuesto, instalaciones industriales y equipamientos complementarios. También fabrica artículos metálicos de alta demanda, herramientas, productos inactivos, desechos recuperables y chatarra derivados de sus procesos productivos.

## Aporte a la economía

Cosechadora de caña CCA 5500, montada sobre esteras.

Durante los años ochenta, la fábrica era clave dentro de la agroindustria azucarera cubana, al producir combinadas esenciales para la zafra. La automatización significaba ahorro laboral, mayor eficiencia y producción, factor que, por ejemplo, permitió que en la zafra 1981/1982 más del 50 % del corte se hiciera con maquinaria frente al mínimo 2,4 % de 1970/1971.
Tras la crisis económico-social de los años noventa ("Período Especial"), la empresa se reorientó temporalmente hacia la reparación y elaboración de piezas, reconvirtiendo su capacidad productiva para mantener sostenibilidad.
A partir del año 2002, retomó la diversificación industrial: produjeron remolques, contenedores, molinos, válvulas, compuertas y otros productos metalúrgicos, expandiendo su alcance hacia otras ramas de la economía.
Asimismo, se están desarrollando nuevos prototipos de combín CCA-5000-M (sobre ruedas) y CCA-5500 (sobre orugas), en colaboración con especialistas chinos, con objetivos de calidad internacional.

## Relaciones institucionales
Aunque subordinada al Grupo Empresarial de la Industria Sidero-Mecánica (GESIME) y al Ministerio de Industria cubano, la fábrica ha tenido un papel destacado en la política económica local, además de integrarse con otras entidades mecánicas de Holguín, como la Empresa Mecánica Héroes del 26 de Julio, también fundada por iniciativa de Fidel Castro en 1981.